# Clinchamp
Clinchamp ist eine französische Gemeinde mit 71 Einwohnern (Stand: 1. Januar 2022) im Département Haute-Marne in der Region Grand Est (vor 2016 Champagne-Ardenne). Sie gehört zum Arrondissement Chaumont und zum Kanton Poissons. Die Einwohner werden Clinchampessois genannt.

## Geographie
Clinchamp liegt etwa 22 Kilometer nordöstlich von Chaumont. Umgeben wird Clinchamp von den Nachbargemeinden Saint-Blin und Semilly im Norden, Chalvraines im Norden und Nordosten, Romain-sur-Meuse im Osten und Südosten, Ozières im Süden, Consigny im Süden und Südwesten sowie Ecot-la-Combe im Westen.

## Bevölkerungsentwicklung
| Jahr                       | 1962 | 1968 | 1975 | 1982 | 1990 | 1999 | 2006 | 2011 | 2019 |
| -------------------------- | ---- | ---- | ---- | ---- | ---- | ---- | ---- | ---- | ---- |
| Einwohner                  | 183  | 177  | 143  | 116  | 117  | 118  | 106  | 94   | 71   |
| Quellen: Cassini und INSEE |      |      |      |      |      |      |      |      |      |

## Sehenswürdigkeiten
- Kirche Saint-Pierre-ès-Liens

## Persönlichkeiten
- Hippolyte Jouvin (1825–1889), Fotograf